# 104
104 ou 104 d.C. foi um ano bissexto do século II que começou numa segunda-feira e terminou numa terça-feira. De acordo com o Calendário Juliano, suas letras dominicais foram G e F.
| Ano completo                            |
| --------------------------------------- |
| Ano bissexto com início à segunda-feira |